# László Tancsics
László Tancsics (Zalaegerszeg, 19 de mayo de 1978) es un deportista húngaro que compitió en halterofilia.
Ganó dos medallas en el Campeonato Europeo de Halterofilia, en los años 2004 y 2006. Participó en los Juegos Olímpicos de Atenas 2004, ocupando el séptimo lugar en la categoría de 56 kg.

## Palmarés internacional
| Campeonato Europeo | Campeonato Europeo     | Campeonato Europeo | Campeonato Europeo |
| Año                | Lugar                  | Medalla            | Categoría          |
| ------------------ | ---------------------- | ------------------ | ------------------ |
| 2004               | Kiev (Ucrania)         | Medalla de bronce  | 56 kg              |
| 2006               | Władysławowo (Polonia) | Medalla de bronce  | 56 kg              |